# Ломова, Надежда Андреевна
Наде́жда Андре́евна Ло́мова (род. 19 января 1991, Новгород) — российская тяжелоатлетка, выступающая в весовой категории до 63 кг, чемпионка и призёр чемпионатов России, вице-чемпионка Европы 2014 года, мастер спорта России международного класса.

## Спортивная карьера
В 2013 году стала чемпионкой Европы среди юниоров в Таллине. В апреле 2014 года стала вице-чемпионкой Европы в категории до 63 кг. Студентка Новгородского государственного университета имени Ярослава Мудрого.
24 июня 2019 года Федерация тяжелой атлетики России (ФТАР) дисквалифицировала Ломову на четыре года. Дисквалификация отсчитывается с 21 марта 2019 года.

### Награды
- Чемпионат России по тяжёлой атлетике 2012 года —
- Чемпионат России по тяжёлой атлетике 2013 года —
- Чемпионат России по тяжёлой атлетике 2014 года —